# DB-Baureihe E 410
Die Baureihe E 410 umfasst fünf Mehrsystemlokomotiven der Deutschen Bundesbahn, die für den grenzüberschreitenden Verkehr nach Frankreich, Belgien und Luxemburg vorgesehen waren. Sie verfügten über die Ausrüstung zum Betrieb unter mehreren verschiedenen Oberleitungsspannungen und hatte daher als charakteristisches Merkmal ursprünglich vier Stromabnehmer. Ab 1968 ordnete die Bundesbahn die Lokomotiven unter der Baureihe 184 ein.

## Entstehung und Geschichte
Die frühen Jahrzehnte der Bundesbahn waren geprägt von der forcierten Elektrifizierung des Schienennetzes, die Anfang der 1960er Jahre auch das Saarland erreichte. Der grenzüberschreitende Schienenverkehr mit elektrischen Lokomotiven stieß aber durch die unterschiedlichen Oberleitungsspannungen in Frankreich und den Benelux-Staaten auf Hindernisse, so dass zeit- und arbeitsintensive Lokwechsel in den Grenzbahnhöfen erforderlich waren.
Nachdem sich die drei Versuchslokomotiven der Reihe E320 aus den Jahren 1959/60 nur eingeschränkt bewährten, vergab die Bundesbahn 1964 erneut einen Auftrag an AEG, BBC und Krupp mit dem Ziel eine Mehrsystemlok zu entwickeln.
Die vorgelegten Entwürfe führten zur Bestellung von fünf Viersystemmaschinen der Baureihe E 410 und vier Zweisystemlokomotiven der Baureihe E 310 (später: Baureihe 181).
Man entschied sich, als erstes eine Lokomotive für vier Systeme zu entwickeln. Sie sollte für das deutsche (15 kV 16,7 Hz) und das französische (25 kV 50 Hz) Wechselstromsystem sowie für den belgischen und niederländischen Gleichstrom (3 bzw. 1,5 kV) geeignet sein.
Am 25. Oktober 1966 wurde, nach umfangreichen Versuchsfahrten, E410 001 von den Vertretern der Herstellerfirmen Krupp und AEG feierlich der Deutschen Bundesbahn übergeben.
Die anderen Maschinen wurden dann bis März 1967 im Testbetrieb erprobt und erhielten ihre Zulassungen für die Streckennetze.

## Aufbau der Lokomotive
Die knapp 17 Meter langen, 84 Tonnen schweren Lokomotiven erreichen bei Dauerleistungen von 3000 Kilowatt Geschwindigkeiten von bis zu 150 km/h.

### Mechanischer Teil
Die gesamte mechanische Konstruktion zielte damals auf die Senkung der Betriebskosten ab, im Gegensatz zu den bisherigen Serienloks. So wurde die Maschine möglichst wartungsfrei und verschleißarm geplant.
Ausgerüstet waren die Lokomotiven mit vier neuentwickelten Einholm-Stromabnehmern SBS 66 mit Dreipunktbefestigung, die mit vier unterschiedlichen Wippen ausgerüstet waren.

#### Lokkasten
Da in der Lok bei gleicher Leistungsfähigkeit, sowie innerhalb der gültigen Raum- und Gewichtsgrenzen vier verschiedene Bahnstromsystem untergebracht werden mussten, wurde von Anfang an auf Leichtbau gesetzt. Auch musste, um einen Betrieb mit der geringeren Fahrdrahthöhe in Frankreich zu ermöglichen, die Bauhöhe des Lokkastens dem französischen Umgrenzungsprofil angepasst werden.
Auf dem in Pufferebene geraden, gestreckten Brückenträger sind die gummigefassten Aluminium-Hauben mit gesickten Wänden vor elastischen Verformungen des Trägers geschützt. Durch diese Art der Konstruktion sind die Hauben nur mit wenigen Schrauben befestigt und somit zur Unterhaltung der vielen Ausrüstung einfach abzunehmen. Die beiden Führerstandsaufbauten sind im Gegensatz zu den dreiteiligen Hauben fest mit dem Brückenrahmen verbunden.
Der Brückenrahmen stützt sich ohne Gleitflächen mit vier Flexicoil-Schraubenfedern auf den Längsträger des Drehgestells ab. Gedämpft werden die Bewegungen jeweils an jeder Abstützung durch parallel zu den Federn verlaufende hydraulische Dämpfer.

#### Drehgestell
Der für diese Zeit kleine Achsstand von 3,1 Meter wurde durch die kleineren Mischstrommaschinen ermöglicht. Um das Gewicht der Lok weiter zu mindern wurde der Drehgestellrahmen verkürzt und die einzelnen Komponenten genau bemessen. Erstmals wurden Drehgestelle mit Lemniskatenanlenkung für besseren Kurvenlauf angewendet.

#### Zugkraftübertragung
Die Kraftübertragung der in beiden Drehgestellen sitzenden 4 Fahrmotoren erfolgt mittels Gummiring-Kardanantrieb. Als Achsfedern, dienen an beiden Seiten der Achslager Gummirollfedern („Clouth“-Federn), diese stellen eine elastische Bewegung der Radsätze im Drehgestellrahmen sicher.
Über einen tiefangelenkten Mitnehmerzapfen erfolgt die Übertragung der Zugkräfte vom Drehgestell zum Rahmen der Lok.

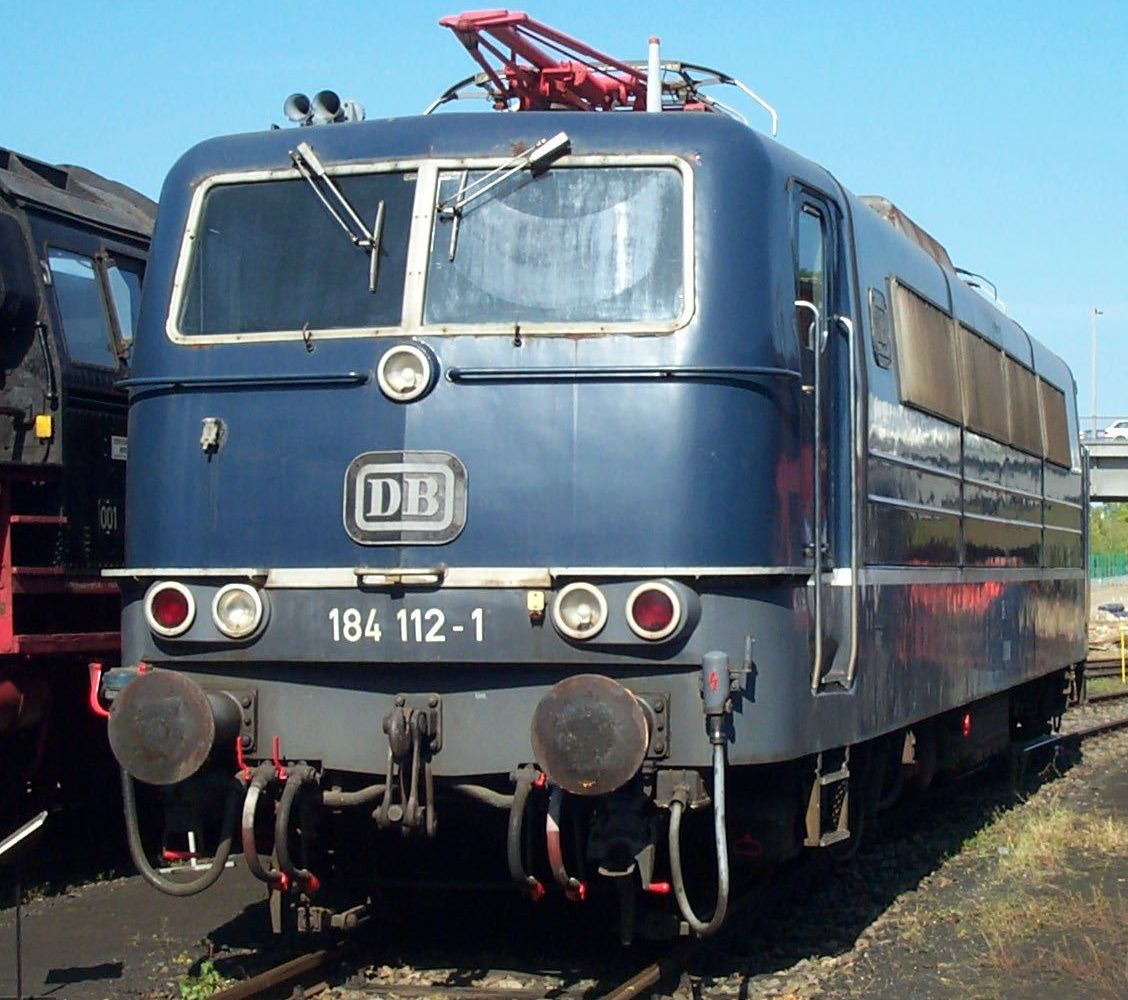
184 112 im DTMB (2003)

### Elektrischer Teil
Da die Baureihe 184 in verschiedensten Ländern sowohl mit Wechsel- als auch mit Gleichstrom betrieben werden sollte, wurden Mischstrommotoren und verschiedene Stromabnehmer benötigt. Aufgrund der Anwendung neuartiger Bauteile und dem damit verbundenen Risiko, wurde bei der elektrischen Ausrüstung der Erprobungslokomotiven auf zwei verschiedene Hersteller gesetzt. Ziel des Ganzen war beim späteren Serienbau die vorteilhaftere Konstruktion als Einheitsbauart einzuführen. Auch im elektrischen Teil der Lok wurde zur Senkung der Betriebskosten die Konstruktion auf nahezu wartungsfreie und verschleißarme Bauelemente abgestimmt.

#### Hochspannungsausrüstung
Die vier Einholmstromabnehmer der Bauart SBS 66 (zur Erprobung auch SBS 65) sind für die verschiedenen Systeme unterschiedlich ausgerüstet:
- Für den Betrieb an Gleichstromoberleitung (Nr. 1 und Nr. 4) werden wegen der hohen Ströme (über 3000A) zwei Stromabnehmer mit Doppelwippen und insgesamt 12 Kohleschleifleisten benötigt.
- Da sich die leichte Oberleitung bei DB/ÖBB mit diesen schweren Stromabnehmerwippen nicht gut befahren ließ, ist ein gesonderter Stromabnehmer (Nr. 2) vorgesehen. Ein wechselweiser Notbetrieb ist schaltungstechnisch vorgesehen und möglich.
- Der letzte verbleibende Stromabnehmer (Nr. 3) ist mit schmaleren Stahlschleifleisten für das Wechselstromsystem von SNCF und die FS ausgerüstet.

#### Antriebssteuerung

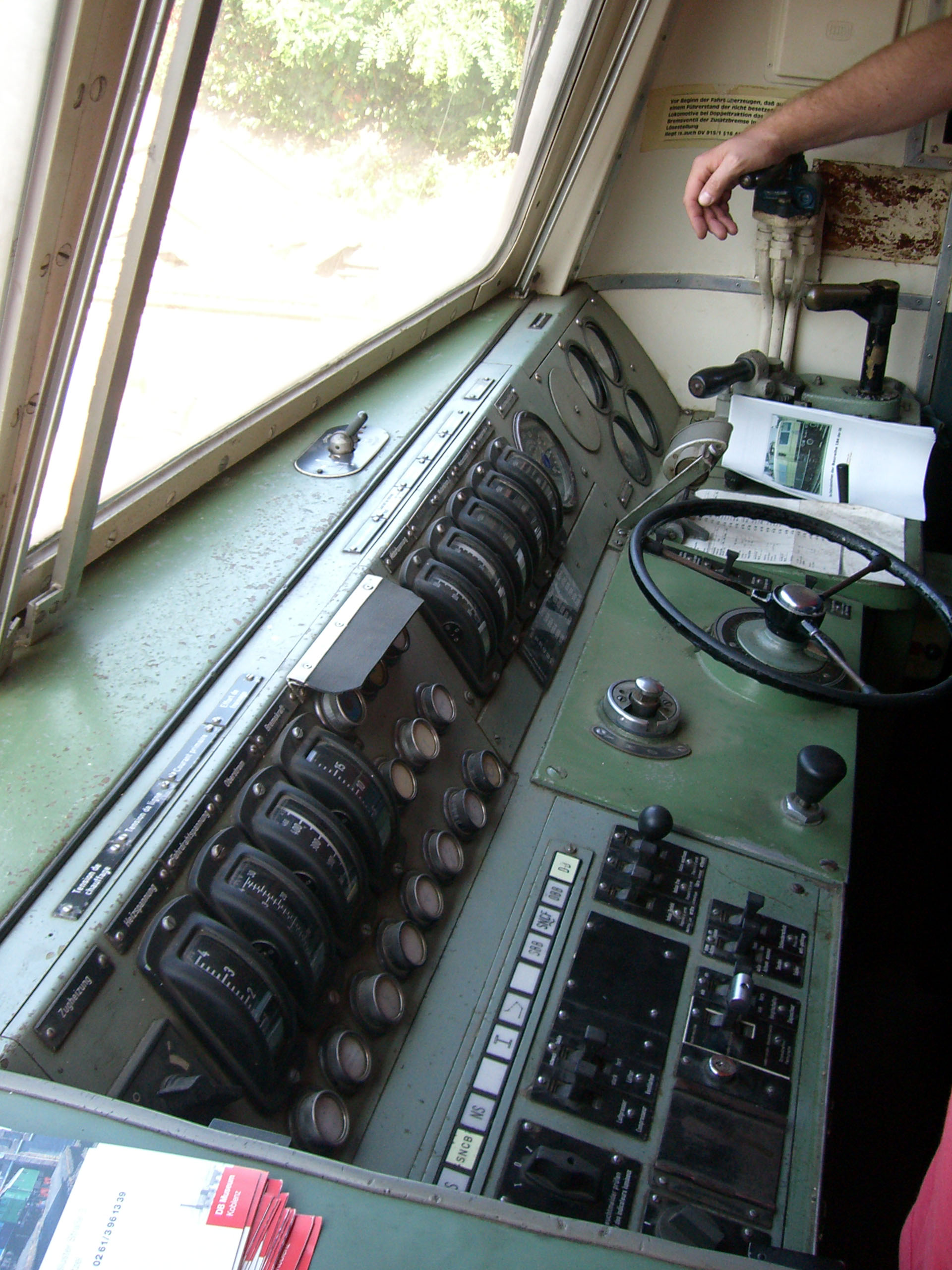
Führerstand einer E 410

Statt des sonst üblichen konventionelle Stufenschaltwerk, wurde bei der E410 erstmals eine stufenlose Anschnittssteuerung eingesetzt. Durch die verschiedenen Anforderungen an die Motoren, wie verschiedene Frequenzen und Stromarten, wurden sogenannte Mischstrommotoren gewählt. Bei Fahrt unter Wechselstromnetzen kann das konventionelle Schaltwerk ersetzt werden durch über Thyristoren steuerbare Siliziumgleichrichter in halbgesteuerter Brückenschaltung. Die sogenannte Phasenanschnittsteuerung wird sowohl von AEG, als auch BBC genutzt. Bei Fahrt unter Gleichstromnetzen gibt es erheblich voneinander abweichende Ausführungen der beiden Hersteller, dennoch mussten diese in den wesentlich gleichen Fahrzeugteil passen.
Der Hersteller BBC wählte die unmittelbare Speisung der Fahrmotoren aus der Fahrleitung, wie bei Gleichstrombahnen üblich. Die Motorspannung wird über eine herkömmliche Schützsteuerung durch Serien-Parallel-Schaltung und Anfahrwiderstände geregelt. Diese konventionelle Schaltung erfordert raum- und gewichtsaufwendigere Hochspannungs-Mischstrommotoren, hatte aber zwei Vorteile. So hätte durch die Feldschwächung die Geschwindigkeit im oberen Bereich noch gesteigert werden können, außerdem kann man bei bestimmten Defekten mit einer recht simplen Zusatzschaltung weiterfahren.
Der Hersteller AEG hingegen nutzt die elektrische Ausrüstung auch an Gleichstromnetzen genauso wie unter Wechselstrom. Dabei wird der Gleichstrom über zwei anfangs mit 100 Hz betriebene Hochspannungs-Thyristor-Wechselrichter umgerichtet. Je nach anliegender Gleichspannung werden diese Gerüste entweder Parallel oder in Reihe geschaltet. Der so zu Wechselstrom umgeformte Strom, gelangt über eine dritte Wicklung des Haupttransformators an die Fahrmotoren. Diese noch unerprobte Technik führte allerdings zu allerlei Problemen die bewältigt werden mussten. Die beiden Wechselrichterbaugruppen werden deshalb in einem um 90° versetzten Schalttakt betrieben, um so die Rückwirkungen auf das speisende Netz gering zu halten. Die Taktfrequenz der Wechselrichter musste, aufgrund negativer Einflüsse auf das Signalsystem der SNCB, auf 112 Hz angepasst werden.

### Zugsicherung
Auch mussten die Anforderungen an die Zugsicherung der verschiedenen Länder erfüllt werden. So wurden die Loks neben der in Deutschland üblichen Indusi I 60/I 60R (184 003 später PZB 90) auch mit der in den anderen Ländern üblichen Anlagen ausgestattet. Für die Netze der SNCF/CFL/SNCB wurde das System KVB und BRS („crocodile“) verbaut, die dafür nötige Kontaktbürste für dieses System wurde im Drehgestell 1 untergebracht.

## Einsatz

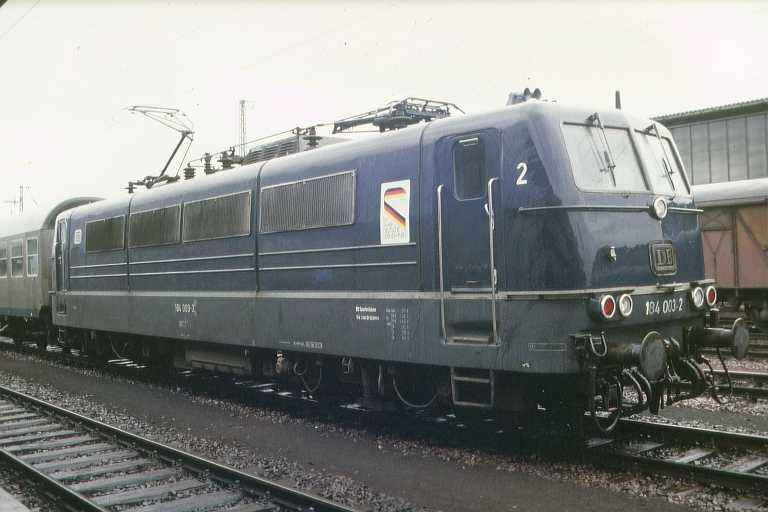
184 003 im April 1985 im Hauptbahnhof Trier

Die vier möglichen Betriebsspannungen brachten dieser Baureihe schnell den Beinamen „Europa-Lok“ ein. Die ersten fahrplanmäßigen Einsätze erfolgten vor Schnellzügen zwischen Köln und dem belgischen Lüttich ab Sommer 1969. Die Weiterfahrt nach Brüssel–Oostende kam wegen befürchteter Auswirkungen auf das Signalsystem nicht zustande. Beheimatet waren die 184 im Bw Köln-Deutzerfeld.
Die Thyristor-Stromrichter, mit denen die Phasenanschnittsteuerung realisiert wurde, bereitete im Netz der belgischen Staatseisenbahnen trotzdem Probleme. Diese Stromrichtertechnik belastet nämlich das speisende Netz mit sogenannten „Oberwellen“ und einer hohen Blindleistung, wodurch es zu erheblichen Störungen in den belgischen Sicherungsanlagen (Gleisbesetztmelder) kam. Besonders die BBC-Loks mit ihrer moderneren Ausrüstung waren davon betroffen. Außerdem kam es zu häufigen Lokausfällen aufgrund plötzlich auftretender starker Spannungsschwankungen im belgischen Gleichstromnetz. Der Einsatz im belgischen Netz wurde daher zum 26. September 1971 beendet. Im Folgenden kamen die Loks im Nahverkehr rund um Köln zum Einsatz, teilweise kamen sie mit D-Zügen sogar bis nach Rheine. Weil die Lokomotiven so aber nicht wirtschaftlich eingesetzt waren, zog die Bundesbahn 1979 die Maschinen nach Saarbrücken ab und legte die Systeme für Gleichstrombetrieb einschließlich der betreffenden Stromabnehmer still.

### Ausmusterung / Verbleib

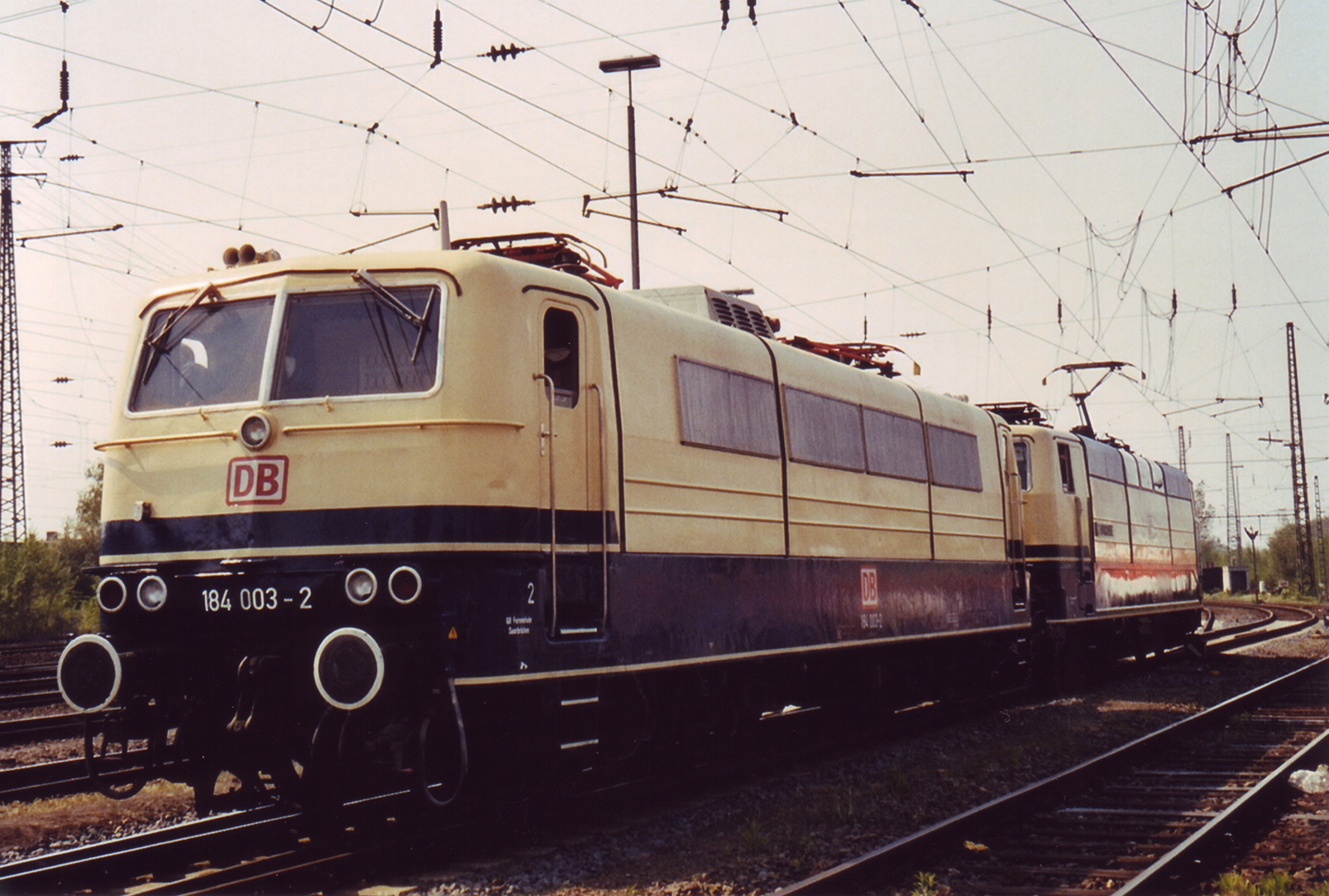
184 003-2 bei einer Parade im DB Museum Koblenz

Nach der Überstellung nach Saarbrücken wurden die Lokomotiven bis zur Ausmusterung überwiegend im grenzüberschreitenden Verkehr von Trier nach Luxemburg und Frankreich sowie Eilzugdienst im gesamten Saarland und der Pfalz eingesetzt. 2002 endeten diese Einsätze wegen Fristablauf.
Von den ursprünglich fünf Exemplaren sind noch zwei erhalten:
- Die 184 003 ist im DB Museum, Außenstelle des Verkehrsmuseums Nürnberg in Koblenz-Lützel zu besichtigen.
- Die 184 112 ist heute ein Exponat des Deutschen Technikmuseum in Berlin. Seit Februar 2019 befindet sich die Lok als Dauerleihgabe im Rundhaus Europa des Bahnpark Augsburg und kann dort an Öffnungstagen von innen und außen besichtigt werden.